# 폰드그룹
폰드그룹(Pond Group)은 대한민국의 No.1 패션의류 라이선스 생산 및 판매 기업이다.

## 역사
- 2002년 (주)비케이패션코리아 설립
- 2013년 푸마바디웨어 사업전개
- 2015년 (주)코웰패션 코스닥상장(필코전자 합병)
- 2021년 로젠택배 인수
- 2023년 SUPERDRY 아시아 비지니스IP 인수
- 2023년 코웰패션 주식회사'로부터 인적분할 후 설립[3]

## 운영 브랜드
- 슈퍼드라이 (SUPERDRY)
- 아디다스 (ADIDAS)
- 아르마니 (Emporio Armani)
- 스파이더 (SPYDER)
- DKNY
- PUMA
- Calvin Klein
- BBC EARTH
- Kappa